# Serra do Roxo
Serra do Roxo está situada a Este de Coimbra, possui uma altura aproximada de 535m e é encimada por uma aldeia que lhe dá o nome: Roxo. É conhecida pelos seus vários miradouros e tem vista desafogada de 360º para Coimbra, Serra da Boa Viagem na Figueira da Foz , Serra da Estrela, Lousã, Buçaco e Caramulo.
1. ↑  «CM Penacova». www.cm-penacova.pt. Consultado em 9 de julho de 2020